# 2023年祖·拜登訪問烏克蘭
在烏克蘭總統弗拉基米爾·澤連斯基訪問美國兩個月後，2023年2月20日，美國總統祖·拜登在事先未宣布之下訪問烏克蘭首都基輔，此行是他自2022年俄羅斯入侵烏克蘭以來的首次訪問烏克蘭。也是自美國總統喬治·沃克·布什2008年4月訪問烏克蘭後首次有在任美國總統踏進烏克蘭領土。兩國元首的會面持續了5個多小時。是為繼亞伯拉罕·林肯勘察内戰前線後，近现代史上美国总统首次访问不受美国军队控制的戰區。

## 背景
2022年2月24日，俄羅斯入侵烏克蘭，使俄烏戰爭局勢進一步升級。在整個戰爭期間，美國一直是烏克蘭最大的後援之一，自入侵開始以來提供了超過510億美元的對烏援助。之後，祖·拜登政府一直試圖避免談論美國總統可能訪問戰爭中的烏克蘭之話題。在拜登於2022年3月底訪問波蘭期間，白宮表示，甚至沒有考慮訪問這個處於戰爭狀態的歐洲國家，並為此採取前所未有安全措施的可能性。與此同時，祖·拜登本人也在同年4月接受《CNN》採訪時表示，不排除訪問烏克蘭。此前拜登在擔任美國副總統期間曾6次到訪烏克蘭，分別是：2009年7月、2014年3月、6月和2014年11月，2015年12月，2017年1月。
拜登訪問烏克蘭是保密的。他本應在2023年2月21日與波蘭總統安傑伊·杜達舉行會談。而俄羅斯總統弗拉基米爾·普京在當日於2023年俄羅斯總統國情咨文中就戰爭的未來發表講話。同一天，中共中央政治局委員兼中央外事辦主任王毅正在訪問莫斯科，討論由中國領導人習近平提出有關戰爭的和平倡議，唯後來俄方證實雙方並未能就此事進行討論。

### 事前籌備
美烏雙方為了這次訪問籌備數月，最終拜登在2023年2月17日橢圓形辦公室與「烏克蘭政府最高層」的一次會晤中做出決定。而白宮官員對外表示，拜登在2023年2月17日星期五的安全簡報後批准了前往烏克蘭的行程。然而同一天，白宮告訴記者，暫時排除總統在不久的將來訪問烏克蘭的可能性。據《RBC-烏克蘭》報導，拜登收到了一份訪問烏克蘭的計劃，其中包括在波蘭－烏克蘭邊境甚至在利沃夫與弗拉基米爾·澤連斯基會面，但拜登本人堅持要訪問烏克蘭首都。
拜登在2023年2月18日星期六晚表示「與他的妻子共進晚餐」，自那時起直到拜登在基輔出現前，沒有人見過他。據《紐約時報》報導，拜登沒有使用通常指定為空軍一號的波音747，而是乘坐通常用於國内行程的波音C-32為總統專機，並使用特殊空中任務的呼號「SAM060」而非「空軍一號」。其於2023年2月19日星期日美國東岸時間凌晨4點15離開華盛頓安德魯斯聯合基地。總統專機在德國當地時間下午5點13分於拉姆施泰因空軍基地稍作停留作加油之用。於當晚7點57分降落波蘭熱舒夫-賈西翁卡機場。
拜登政府表示拜登訪問烏克蘭前曾「與俄羅斯人進行了必要的溝通……確保消除衝突，以避免任何可能導致兩國直接衝突的誤判」，但沒有詳細說明其他細節。除了2名分別屬於《華爾街日報》和《美聯社》、并被要求承諾保守秘密、被禁止攜帶任何設備的記者外，總統國家安全事務助理傑克·蘇利文、白宮副幕僚長珍·奧馬利·狄龍和總統私人助理安妮·托馬西尼（Annie Tomasini）陪同拜登。其後拜登和代表團由車隊護送至普熱梅希爾總站。據一位不願透露姓名的美國官員透露，美國代表團抵達波蘭後，乘坐火車，歷時近10個小時。拜登於2月20日早上8點左右抵達基輔。
在拜登一行進入烏克蘭領土4個小時後，白宮向記者發布一份美國總統公開日程表，仍然謊稱拜登仍在華盛頓。儘管拜登政府刻意掩蓋拜登訪問基輔的消息，但整個2023年2月20日上午烏克蘭社交媒體上都流傳著美國總統可能訪問基輔的謠言，因為警方封鎖了烏克蘭首都市中心，而烏克蘭外交部副部長安德里·梅利尼克暗示他們正在等待一個重要的訪客。美國特種部隊也負責有關的安全措施，包括阻斷手機通信和移動互聯網。

## 訪問烏克蘭

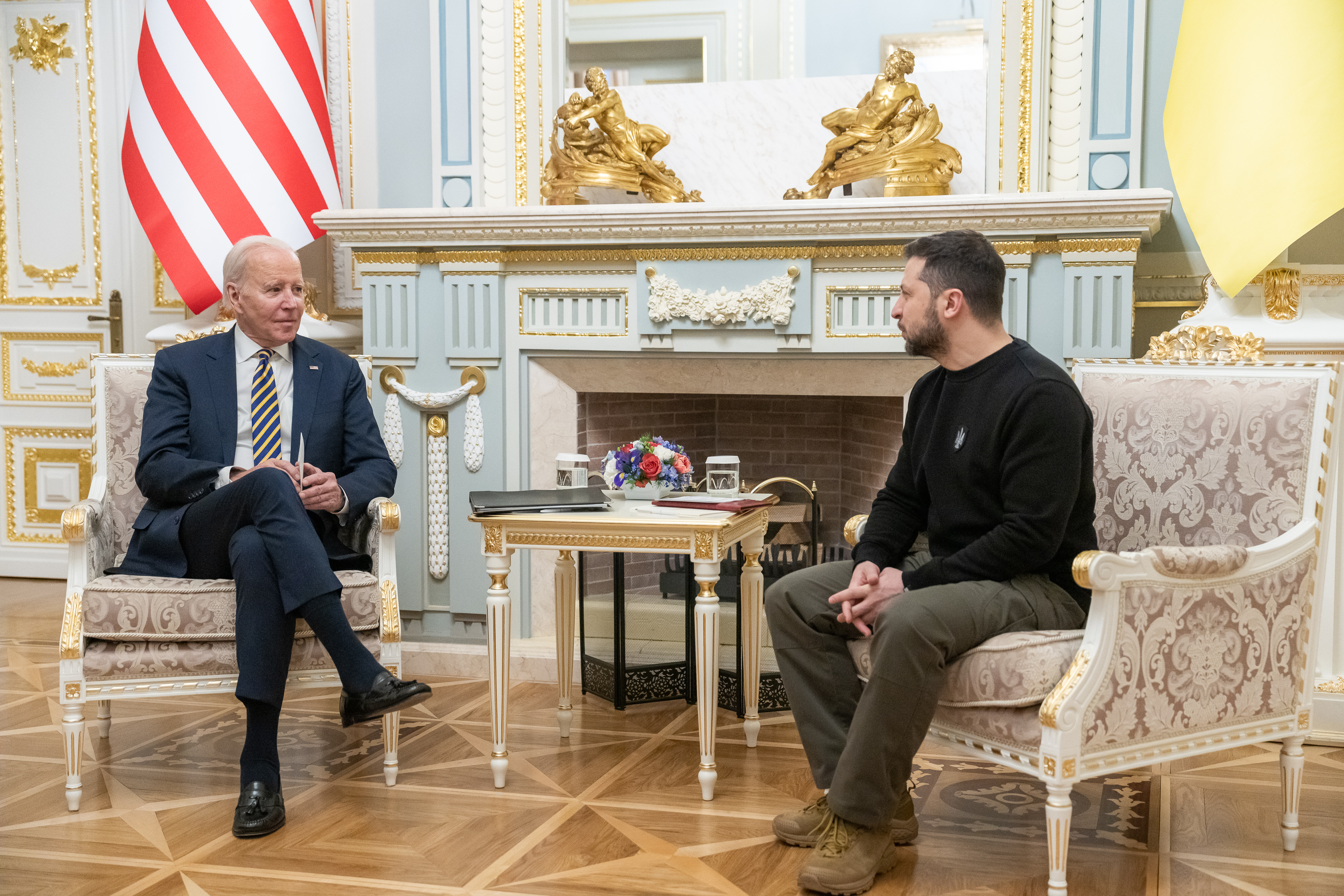
烏克蘭總統弗拉基米爾·澤連斯基與美國總統祖·拜登在瑪麗亞宮舉行正式會談

拜登之行正值烏克蘭天上百人英雄紀念日，該日是紀念2014年在烏克蘭親歐盟示威運動中喪生的107人。烏克蘭時間2023年2月20日上午8時，拜登到達基輔，美國駐烏克蘭大使布里奇特·布林克在他抵達時迎接。訪問期間，拜登戴著烏克蘭國旗顏色的條紋領帶，他表示想傳達這樣的信息，即「只要需要」，美國將與烏克蘭站在一起反對俄羅斯的侵略。白宮發表的一份聲明中，拜登表示此次訪問基輔是為了重申美國「對烏克蘭的民主、主權和領土完整的堅定承諾。當普京在將近一年前發動入侵時，他認為烏克蘭很弱，西方也處於分裂狀態。他認為他可以比我們活得更久。但他完全錯了。」
烏克蘭時間上午8點30分，拜登在瑪麗亞宮大門會見迎接的烏克蘭總統弗拉基米爾·澤連斯基和第一夫人葉蓮娜·澤連斯卡婭。拜登在瑪麗亞宮的留言簿上留言和簽名，讚揚了澤倫斯基和烏克蘭人民，並以「榮光歸烏克蘭！」作為結尾。澤倫斯基和拜登舉行正式會談。拜登宣布向烏克蘭提供額外的一系列軍事援助，價值5億美元，包括用於海馬斯的彈藥，並將宣布對試圖規避俄羅斯的制裁或支持俄羅斯戰爭的人和公司實施額外制裁。而澤倫斯基也在會談中爭取更先進的西方武器。
其後拜登與澤連斯基在瑪麗亞宮的聯合新聞發布會時，拜登跟澤連斯基說：「一年後，基輔屹立不倒。烏克蘭屹立不倒。民主屹立不倒。美國人和你站在一起，世界和你站在一起。」澤倫斯基稱拜登的訪問為「烏美關係史上最重要的訪問」。
烏克蘭時間上午11點19分，澤倫斯基會同拜登離開瑪麗亞宮，參觀聖米迦勒金頂修道院時會見烏克蘭正教會領袖基輔及全烏克蘭都主教伊皮法紐斯。在社交網絡上出現了一段影片顯示，當日上午11點30分左右，兩人離開聖米迦勒金頂修道院前往聖米迦勒廣場的烏克蘭陣亡將士紀念牆前悼念和為俄烏戰爭中的遇難者獻上花圈。當兩人在聖米迦勒金頂修道院附近之際響起空襲警報，因為其時一架俄羅斯米格-31戰鬥機在白俄羅斯境內起飛。直到烏克蘭時間上午11點40分，拜登離開上述地點。
接著澤倫斯基和拜登在勇者之路共同進行拜登銘碑的揭幕儀式。澤連斯基表示：「今天在勇者之路上，我們揭幕一塊向拜登總統致敬的銘碑。他從去年2月24日深夜的第一個電話、到我們的談判，一直以來對我們鬥爭的關注始終如一。感謝拜登總統為保護烏克蘭民主和推進全球自由所做出的特別貢獻。」
中午時分，拜登前往美國大使館短暫停留約45分鐘，然後在烏克蘭時間下午1點10分之前乘坐火車，沿同一路線返回波蘭，未來幾天將在俄羅斯入侵烏克蘭週年前夕在華沙舉行會議。
巧合的是，俄羅斯在拜登訪問烏克蘭期間曾試圖測試RS-28洲際彈道導彈，並提前通知了美國，美國不認為會構成風險，未將此次試驗視為異常或升級，該測試火箭二級出現異常，最終試驗失敗。
2023年2月21日，拜登在波蘭華沙皇家城堡發表講話，首先發表了支持烏克蘭的宣言：「一年前，全世界都在為基輔淪陷做準備。好吧，我剛剛訪問完基輔，我可以報告說基輔堅如磐石。它屹立不倒。最重要的是，它是自由的。」拜登在講話中指責俄羅斯犯有危害人類罪，並誓言不會停止幫助烏克蘭。

## 反應
俄羅斯官方媒體普遍稱拜登訪問烏克蘭是「公關噱頭」和「挑釁」，並援引外國媒體對美國總統訪問的負面評價。西方主流媒體對拜登訪問基輔的大多是積極反應。例如，《路透社》、《外交政策》、《天空新聞台》、《NBC新聞》和《CNN》均形容美國總統此行為「歷史性」訪問。《時代雜誌》強調，儘管特勤局警告拜登不要訪問烏克蘭，但拜登堅持自己的看法，認為這是「對烏克蘭民主、主權和領土完整不可動搖和不變承諾的確認。」
俄羅斯軍事記者和專家批評俄羅斯領導層對拜登訪問烏克蘭「沉默寡言」的反應。頓巴斯親俄武裝領導人伊戈爾·斯特列爾科夫表示，拜登竟可以在烏克蘭東部前線安然無恙，並稱拜登的訪問是「向克里姆林宮吐口水」。他指出，在軍事衝突升級之初，所有大使館都從基輔撤離，但一年後又折返，就連美國總統也不懼怕來到這座城市。俄羅斯記者謝爾蓋·馬爾丹（Сергей Мардан）稱拜登的訪問是「對俄羅斯的公開羞辱」。

## 圖集

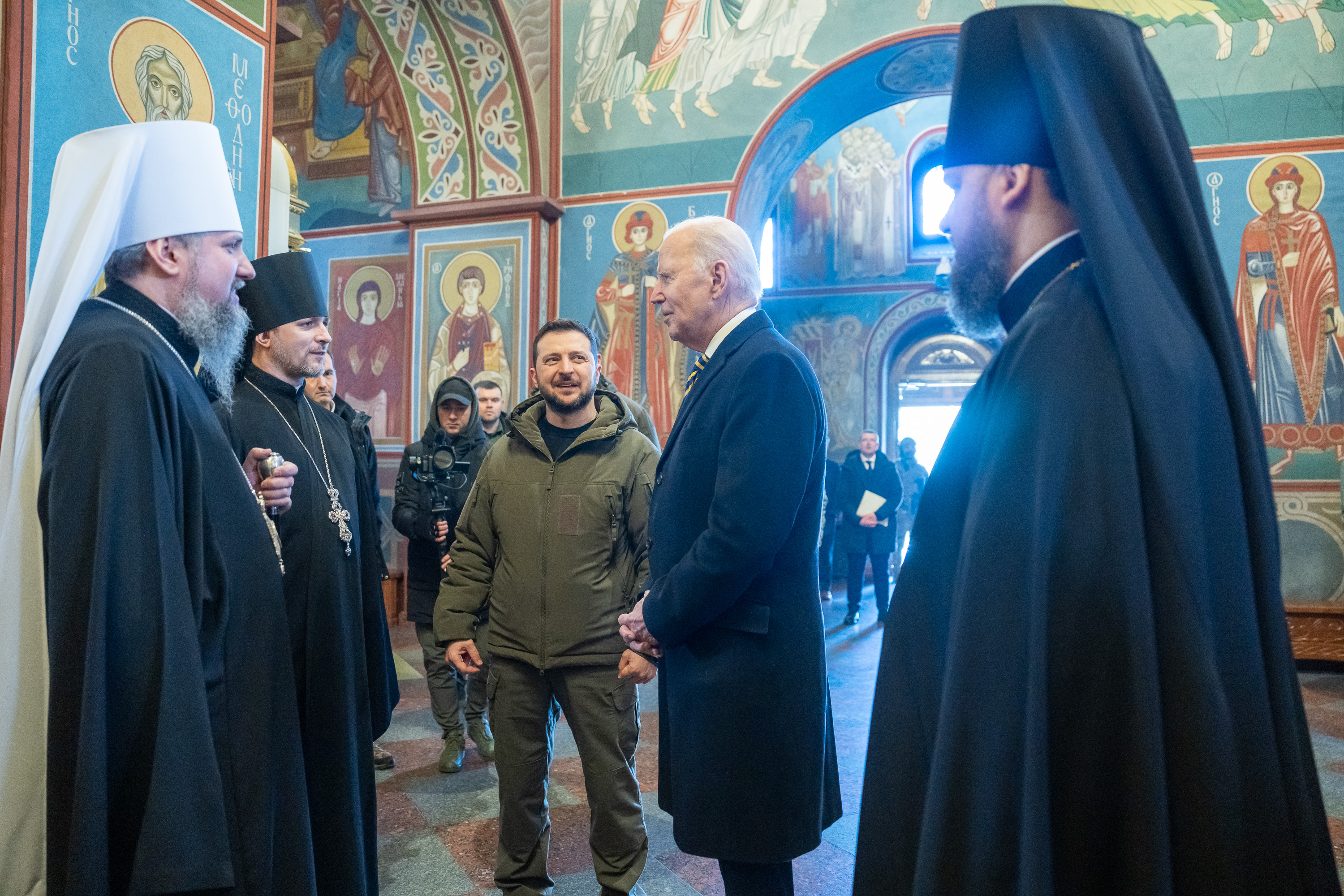
澤連斯基會同拜登會見烏克蘭正教會領袖基輔及全烏克蘭都主教伊皮法紐斯
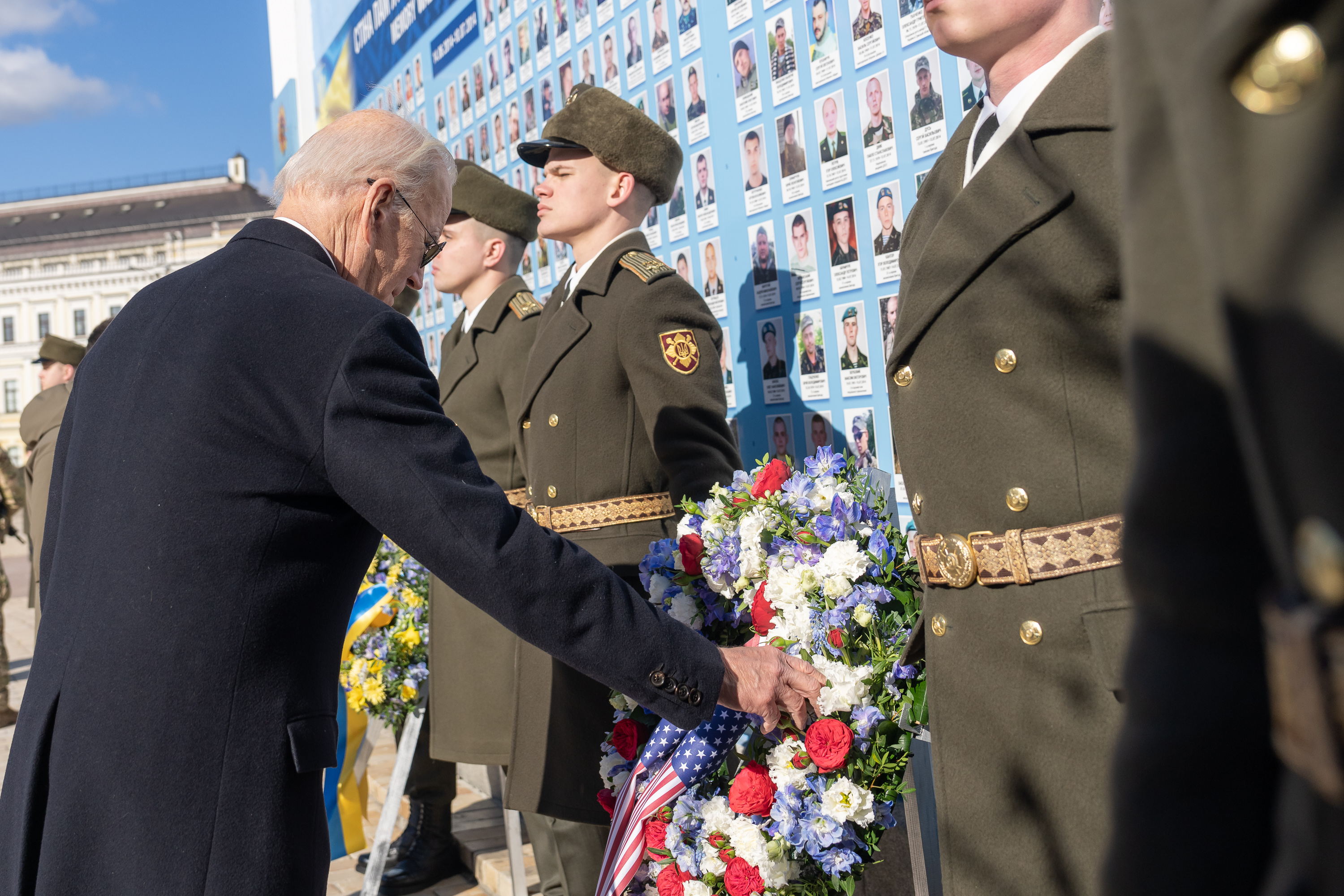
拜登在烏克蘭陣亡將士紀念牆獻上花圈
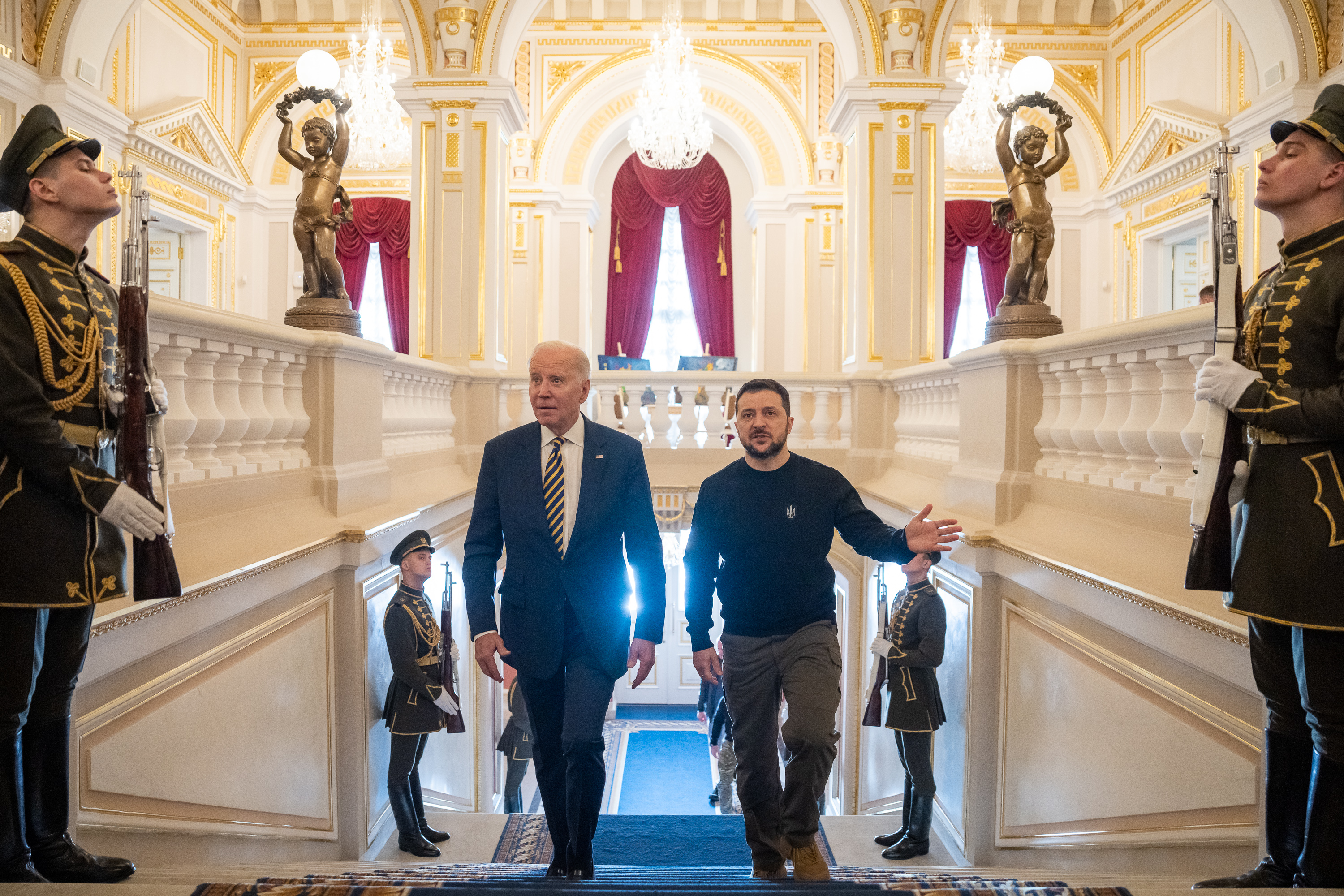
澤連斯基會同拜登步入瑪麗亞宮
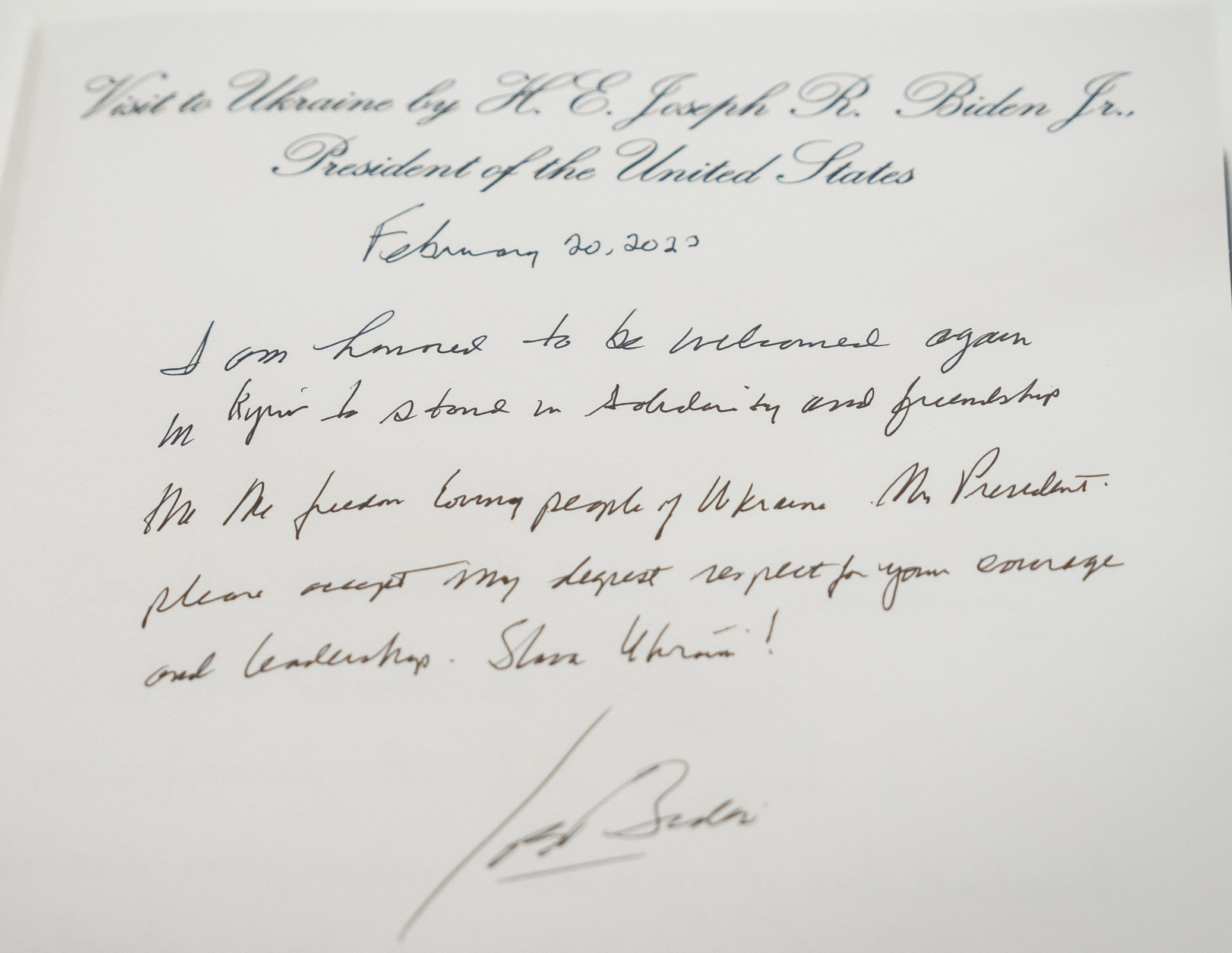
拜登在瑪麗亞宮的留言簿上留言和簽名

## 另見
- 2022年弗拉基米爾·澤連斯基訪問美國
- 2023年弗拉基米爾·澤連斯基訪問英國
- 喬·拜登總統國際外訪
- 2022年俄羅斯入侵烏克蘭期間訪問過烏克蘭的在任國家元首和政府首腦名單